# Жінка для всіх
«Жінка для всіх» — радянський художній фільм-мелодрама 1991 року, знята режисером Анатолієм Матешком за сценарієм Людмили Улицької.

## Сюжет
В ошатному будинку бібліотекарки самітній Ганні (Лариса Удовиченко) для щастя не вистачає чоловіка і дітей. Чоловіка немає і у її сусідки Марії. Марія готується до операції, але раптово помирає. Її діти залишаються у рідному домі.
Ганна, доглядаючи за дітьми сусідки, вирішує не віддавати їх в інтернат, а взяти під опіку. До такого ж рішення прийшов і Микола, колишній приятель Марії...

## У ролях
- Лариса Удовиченко -  Анна Павлівна
- Наталя Єгорова -  Марія Степанівна
- Михайло Дементьєв -  Володя, син
- Маргарита Бистрякова -  Леночка, молодша дочка
- Микола Караченцов -  Микола
- Валентина Малявіна -  Шура, старша сестра
- Асвад Хасанов -  Шалва, один Марії  (в титрах О. Хасанов)
- Олександр Філіппенко -  колишній чоловік Анни
- Ольга Матешко -  Валентина Георгіївна, завідувачка бібліотеки
- Олексій Веселкін -  Валера
- Валерій Чигляєв -  Єгор Кузьмич, капітан
- Микола Ковбас -  Славік, друг Марії
- Ігор Ромащенко -  Толик, приятель Славіка
- Михайло Жарковський -  Дядя Міша
- Єлизавета Нікіщіхіна -  Інспектор дитячого будинку
- Олександр Миронов -  Саша, один Марії

## Творча група
- Автор сценарію: Людмила Улицька
- Режисер-постановник: Анатолій Матешко
- Оператор-постановник та оператор комбінованих зйомок: Олег Маслов-Лисичкін
- Художник-постановник: Євген Стрілецький
- Композитор: Володимир Бистряков
- Режисер: Світлана Осадча
- Звукооператор: Сергій Вачі
- Режисер монтажу: Т. Магаляс
- Оператори: С. Міщенко, А. Клопов
- Художник по костюмах: Е. Стрілецька
- Художник по гриму: В. Панчук
- Декоратор: С. Філахтова
- Редактор:  Володимир Чорний
- Продюсери: Сергій Сендик, Володимир Чудовський
- Директор картини: Микола Шевченко